# Triacanthagyna septima
Triacanthagyna septima là loài chuồn chuồn trong họ Aeshnidae. Loài này được Selys in Sagra mô tả khoa học đầu tiên năm 1857.